# Tangissart
Tangissart is een dorp in de gemeente Court-Saint-Étienne in de Belgische provincie Waals-Brabant.
Het ligt 5 kilometer ten zuidwesten van het dorpscentrum van Court-Saint-Étienne. Net ten oosten ligt het gehucht La Roche. Het dorpscentrum van Bousval, in buurgemeente Genepiën, ligt 2 kilometer ten noordwesten.

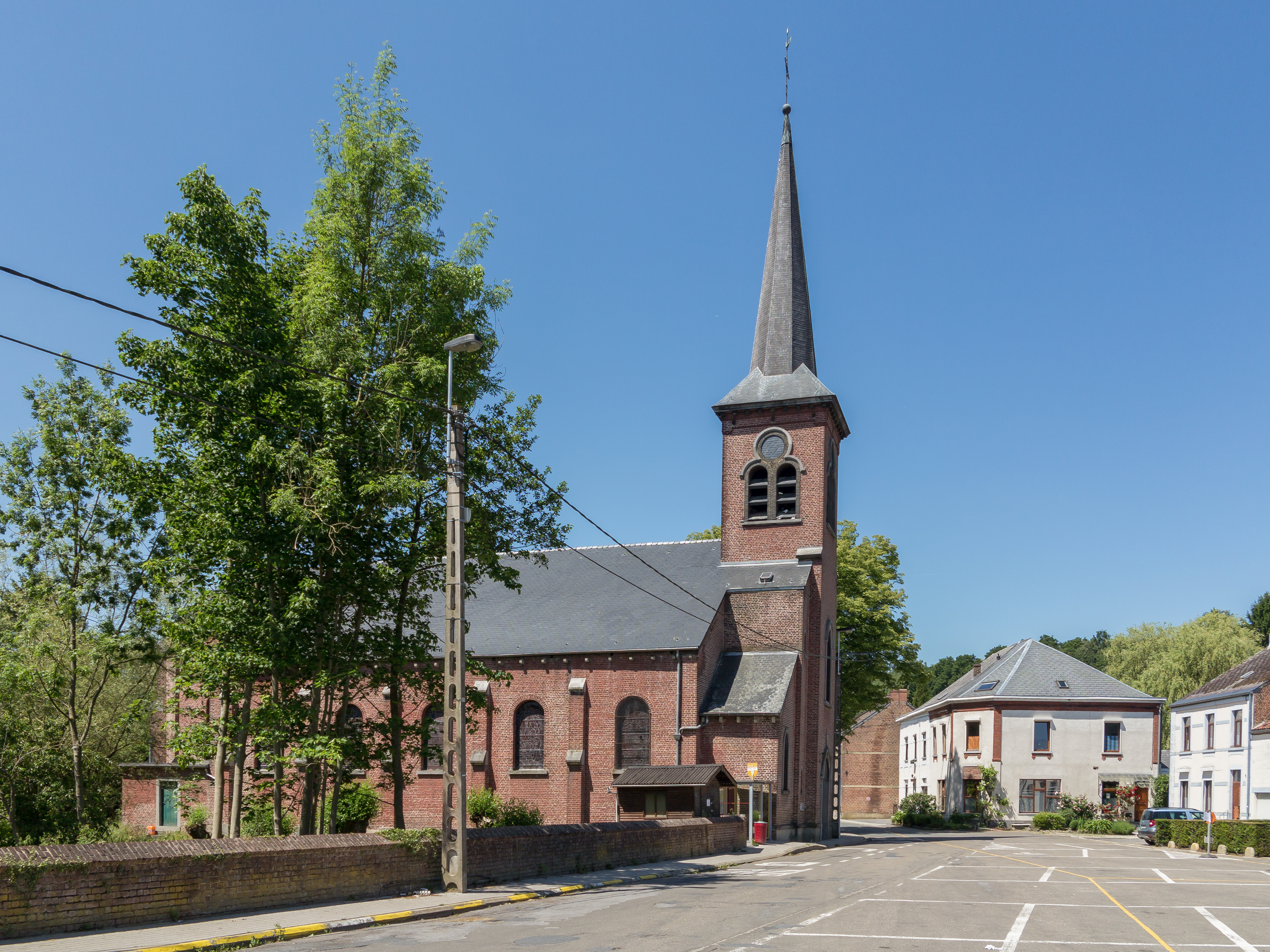
Onze-Lieve-Vrouwekerk

## Geschiedenis
Oude vermeldingen van de plaats zouden teruggaan tot de 12de eeuw als Tingirsart.
Op de Ferrariskaart uit de jaren 1770 is de plaats weergeven als het gehucht Tangisart, met net ten oosten het gehucht La Roche.
Tangissart hoorde bij het dorp Baisy, en bleef op het eind van het ancien régime, bij de invoering van de gemeenten op het eind van 18de eeuw bij Baisy, later de gemeente Baisy-Thy.
Het afgelegen gehucht lag meer dan 5 kilometer van het centrum van Baisy-Thy en was parochiaal samen met het gehucht La Roche van Court-Saint-Étienne. Bij de gemeentelijke fusie van 1977 werd het gehucht overgeheveld van Baisy-Thy naar buurgemeente Court-Saint-Étienne.

## Bezienswaardigheden
- De Onze-Lieve-Vrouwekerk is een neoclassicistisch bouwwerk van 1872.
- De Moulin de Chevlipont is een bovenslagmolen op de Thyle, gelegen ten zuiden van het dorp.

## Natuur en landschap
Tangissart ligt in een bosrijke omgeving. De hoogte aan de kerk bedraagt 82 meter.

## Nabijgelegen kernen
Villers-la-Ville, Sart-Messire-Guillaume, Baisy-Thy
Dorpen en gehuchten: Beaurieux · Bruyère du Sart · Le Chenoy · Court-Saint-Étienne · Faux · Limauges · Mérivaux · La  Roche · Ruchaux ·  Sart-Messire-Guillaume · Suzeril · Tangissart · Wisterzée

Belgische gemeenten · Arrondissement Nijvel · Waals-Brabant · Wallonië